# Вождество
Вождеството е „автономна политическа единица, включваща в себе си няколко села или общини, обединени под постоянната власт на върховен вожд“.
Вождество се определя също и като „междинна форма на политическата структура, в която вече има централизирано управление и наследствена йерархия от управници и елит, съществува социално и имуществено неравенство, но още няма формално и още повече узаконен апарат за принуда и насилие“.
Вождествата представляват политически структури със средна степен на сложност, заемащи междинно положение между простите независими общини и държавата. Като алтернативи на вождеството сред политическите структури със средна степен на сложност могат да бъдат племената, конфедерациите на общините и сложните граждански общини, например гръцките полиси (макар системата от гръцки полиси да е била аналогична по-скоро на държава]).